# Corynoptera harrisi
Corynoptera harrisi är en tvåvingeart som först beskrevs av Edwards 1927.  Corynoptera harrisi ingår i släktet Corynoptera och familjen sorgmyggor. Inga underarter finns listade i Catalogue of Life.